# 霹靂布袋戲人物列表/ㄑ
霹靂布袋戲人物列表的人物列表

## 青陽子
於《霹靂狂刀》第40集登場，目前仍存活。原為反派，後投身正道，為平定武林狼煙盡力。
早年由於不滿武林三教平起平坐，憤而脫離道教，創立以三教合修為名、實則獨尊道教的組織「合修會」。但此舉觸怒道教高層三世道君，引來追殺；「玄天六陽」其餘五人盡遭「三世冰封」絕招所冰封，而青陽子本人也被「十三道」圍剿於「天地門」，不得已化為靈氣躲藏於「龍腦」之內避禍。之後，暫時投靠鬼王棺，運籌帷幄為自己解套，並暗中操縱武林大局。直到《霹靂狂刀》第40集裡，才遭玄真君之無形箭穿透龍腦，現出原形。青陽子露面後重整合修會，並與正道名宿素還真為敵，多次明爭暗鬥。歷經許多風波後，由於儒園之主-千層雪的提議，始與素還真結義金蘭、化敵為友，並履次協助道教與中原正道人士，為武林安危奔走不遺餘力，曾在萬里征途時期，暫代素還真領導中原正道與冥界天獄的四無君、邪能境的鬼隱周旋。目前於霹靂天命之仙魔鏖鋒2斬魔錄中重出
- 身分：十三道及昊光道院的總教頭、道教聖龍口「玄天六陽」排行第三人、合修會創始者、素還真結義兄弟、天下圓成員、聖龍口道主
- 師叔：十三道
- 師兄弟：紫陽子、血陽子（師兄）、白陽子、金陽子、墨陽子（師弟）
- 稱號：龍腦（躲藏於內）、藍道生（脫離龍腦後短暫使用的化名）、道主、道尊
- 根據地：悲山非常道、儒園、聖龍口、萬花川谷、天地門
- 有名的部屬：無人座-武宗魁、天理老人、六色旌旗、五道子（旋璣子、威臨子、廣寒子、晏虛子、樂真子）、令君章、虎胤瞬火
- 結義：素還真
- 朋友：亂世狂刀、秦假仙、劍君十二恨、葉小釵.......等
- 武器：道扇、龍行神琴
- 代表性武學：百川匯宗、分形之術、破極道威、六陽玄火、道徹無憾、昊陽真火、千里神彈、道威無極、判死劍招-人字訣（記於腦海）、狂龍傲天武訣（記於腦海）、乾坤一擲、道化乾坤、道生陰陽、道分陰陽、九返回象、昊陽之極、蒼月匯海、道臨天下、天陽九火、天火九陽、道玄天罡、蒼月匯海、道歸太虛．掌化無極、昊天真陽．萬里狂嘯、玄天.法地.極陰生、玄天．法地．極陽生、玄天 ● 法地 ● 道臨天下
- 所有物：撼天祕鑑、千子彈註解手冊、楓岩（九龍魂魄）、黃梧札手抄本（地雲行左）、九龍菩提經、千里神彈祕笈、無敵戰龍

## 崎路人
崎路人，全名羅網乾坤崎路人，因其冷靜的智慧、明快的作風、風趣的舉止受到喜愛，崎路人的死亡則引發布袋戲迷的爭議。出身集境，為無常樓風雷六聖的弟子；來到苦境後，被記載為天虎八將之一。裝瘋賣傻時，曾自稱「騎鹿人」。造型特色是長髮旁分、身披湛藍衣衫、左肩斜背一個灰白色大布袋，配樂為緩慢深沉的二胡旋律。
他的習慣與嗜好則包括：邊走邊說話、挖苦旁人、說服他人、捉弄反派、叫人伸手到背後布袋裡拿寶物、坐在人力車上拿大鐵鎚敲金少爺的頭、一邊罵素還真，一邊為其奔走、聽到與燈蝶修萬年有關的事情後熱血衝動等。

## 齊子然
萬鋒傳四海，一鎚值千金。
去老還少的先天鑄劍師，個性悠然豁達，順天知命，種鐵養劍的手法獨樹一格，在愛妻病逝後隱居東衡山，化為漁樵，但依舊無法放下心中掛礙，深信妻子仍有重生之機，因此被闍魘那迦找上，以塑造鬼如來之軀體交換復生要素。 
- 武學：水龍哀泣、無為而治、八荒調和‧萬物天成

## 千面石魔
登場於霹靂天命第2集，乃是第三魔域的領導人，在霹靂天命第5集死於一頁書的天龍吼之下，是寄宿於石中的魔物，奸狡多詐。命令部下砂蟲奪取原始火烶扶養的火龍嬰，吸收火龍嬰的龍血後功體大為增強，甚至利用火龍嬰的性命威脅千里不留行斷去殺人之手。千面石魔由殺手年鑑調出的戰將幽靈手，號稱魔域的複寫紙，可以透過他學得殺死幽靈手之武學，在幽靈手敗死於白馬雕龍的雙星拳後，便習得「左流星，轟天擊地」一招。為進一步增強魔域實力，千面石魔一口氣派出六名幽靈手去收集雲渡山六聖最厲害的武功，順利偷學到孤愁先生的血溶掌跟慈海渡者的怒佛開膛指，但是在對付一頁書時，幽靈手遭「天龍吼．千里碎腦神音」的絕招擊斃後，天龍吼餘勢不減，連千里之外的千面石魔也一同斃命。

## 秦假仙
霹靂史上最佳福將，遇上危機都有貴人相助逃避死亡，口才一流能言善道為正道立下無數大功，剛出道為人稱的妖道腳，其外貌
不揚凸眼紅鼻陷，鼻音重貪小利專為素還真跑腿。

## 犬若丸
人生七十，力狂叱咄，執吾寶劍，佛魔共殺；白狐太刀，拋灑揮虹，今此時代，由吾創造！
出身於東瀛最南方的白狐國，為該地第六十四代君宇次子，也是第六十四代君儲伯藏主的胞弟。個性沉穩善謀，舉止優雅大方，相貌不怒而自威，擁有極高的君主才能。
當初白狐國欲脫離幕府控制而發動戰爭，但其父在爭戰中負傷，兄長伯藏主為了恢復一族運勢，而依照傳說前往中原尋找綠石，而犬若丸趁機夥同岩堂軍攻入白狐國王宮，殺死其父，更派遣殺手至綠松坑伏擊兄長，並自立為白狐國第六十五代君宇。
後來，在太宰真田龍政多年佈局之下，東瀛在中原建立了夜摩市，以搜取中原武學神兵至神風營，以備未來戰爭，犬若丸自薦擔任先鋒，與監軍神鶴佐木一同至漩渦之岸埋伏接應。
在莫召奴向紫耀天朝提供夜摩市位置後，紫耀天朝便屢次與其發生衝突，進而帶出瀛幡御龍艇的存在，而使之曝光。
阿鼻地獄島現世後，犬若丸親自上島與夜帝聖閻羅會談而達成共識，是派遣忍者造成地獄島大亂，令聖閻羅有機會剷除問天譴。
但在攻打紫耀天朝時，因為素還真等人阻擾，使得領軍的神鶴佐木屢次無法如期抵達戰場，而使合作關係岌岌可危。
而為了尋找當初重傷的伯藏主與傳說中白狐國的心腹大患獠娜，犬若丸屢次前往拜晤允愛君，更以交易得來的綠磁磄配合白狐刀法破壞獠娜所潛藏的生源槐樹，但反而使獠娜得到綠磁磄之力。
在神鶴佐木恢復記憶而脫離後，犬若丸更致力於尋找伯藏主，但因聖閻羅有心而為下，受到獠娜與其部下襲擊，後以詐死，化成隱劍五瓣樁行動。
而當墨塵音告知真龍妙道群眾前往綠松坑替陷入昏迷的六禍蒼龍祈福後，獠娜率部下欲阻擾，而反中計謀，敗於伯藏主、犬若丸的聯手。
在擊敗白狐國心腹之患後，兄弟倆為君宇之位決鬥，結果由犬若丸勝出，而其亦離開中原。
因私仇結束的關係，犬若丸前往夜叉洞，歸還劍聖所借予的九火虹劍刀法，而指點伊達我流如何察覺劍聖的反應。
八山柱之決前，因白狐國所有的能赦免死罪的夜狐百赦，而成為真田龍政佈局之一，使得戰後方受到良峰貞義提醒的岩堂將軍受到羞辱。
註解：白狐國建國傳說中提到，最早在該地生活的人是一個擅捕狐狸的獵人及其後代，據說當初獵人是被一名假扮僧人的狐妖勸說，而放棄打獵。該狐妖即名為「白藏主」(讀音和伯藏主相近)，而其下場是被獵犬咬死。
- 武學：狐刀‧封印、九狐天火、虹火原、虹狐火曜、狐刀斬、狐嘯東方、狐潛古川

## 綺羅生
百代繁華一朝都，誰非過客；千秋明月吹角寒，花是主人。
武道七修之一「江山快手」，亦是奇花八部中的「獸花」。長年鑽研於刀法，刀法大成後便離開叫喚淵藪，所以並未參與內七修及外七修之爭。後因誤信他人，斬殺雨中三千樓八百名壯士，所以日後便封刀、改以用箭。其獸花豔身十分獨特，將獸花刻印在他人背部，稱為「豔身」。
- 好友：意琦行、妖繪天華、九代師

## 琴魔
在霹靂英雄榜之江湖血路 第16集 豋場，歿於霹靂英雄榜之風起雲湧一 第15集 。
天魔錄隱世的琴藝高手，本身澹泊名利，對「琴」有極度的偏執狂熱，認同天魔的理念而涉世襄助。但正逢天魔實行佛魔合體，實際被蘅佛子控制，因此逐漸生出離去之心。和臥雲因合奏而產生友情，但是兩人的琴音也會讓天魔佛魔分體。因此招致天魔逼殺，其後才在白無垢的勸說下在天魔以無量琴相邀後重歸魔界陣營，但實際上這是白無垢的計謀，最後終於達成琴魔、臥雲各自以無量琴、大悲三昧弦合奏破解佛魔合體一事。
愛琴成痴的琴魔，在終魘燼土為助天魔出現江湖，看重天魔之才能而幫助天魔，在黑暗道為殺素還真，卻反被琴音反彈而現出真身。代替天魔赴素還真的戰約之時，被臥雲先生的琴藝所吸引，並與臥雲結為好友，卻違反了天魔的命令，琴魔漸感覺天魔有改而離開屠變之塔，但與臥雲合奏時的琴音曾令佛魔合體產生變化，因此天魔命魔界大軍逼殺琴魔，琴魔感到萬般無奈。
而後白無垢之天魔獻計，使天魔漸緩對琴魔的攻勢，改動之以情找來琴贈予琴魔，琴魔心存感激。在破佛魔合體之時，琴魔與臥雲兩人就以無量琴、大悲三昧弦突破佛魔合體，讓天魔脫離蘅佛子。天魔回歸，琴魔也回到魔協助，與劍魔、刀魔、白無垢，司同為天魔換血，並協助魔界事務。在天魔命令下，注意素還真、臥雲的動向，找上司馬劍秋打聽劫走素還真的六道光影去向，為調查瀟瀟的底細，前往雨風飄搖，卻因瀟瀟多變的個性，措手不及的殺招，讓琴魔猝不及防，絕命雨風飄搖。

## 千葉傳奇
千葉傳奇是編劇以主角素還真早期初豋場的性格為參考所創作，與主角素還真有著相似的容貌以及能力，合稱為黑白雙蓮。
不同於素還真，其性格高傲自負，甚至可說是囂張。在降臨日盲族之時，親手把素還真的塑像給毀滅，間接與素還真展開一場亦敵亦友的微妙關係。雙蓮合作擊敗死神之力加身的太學主、周旋武君羅喉、佛業雙身，之後以集境策師的身分，協助虓眼軍督燁世兵權進攻苦境。在軍督敗亡，集境大地回歸後，與關山聆月留在集境，離開了中原武林。
在未經世故的降生之時即擁有過人智慧，因此思考極為理性，對於義理人情難以了解，也主張行事不該被情感因素影響，其抉擇曾被萬古長空評論為「正確，但不是最好的答案」。但在進入集境，與關山聆月相遇之後，千葉傳奇逐漸表現出富有情感的一面。

## 棄天帝
棄天帝為異度魔界創始者，出身六天之界，毀滅與再生之神，創世神之一，個性高傲自潔，原為天界神宮第一武神，因厭惡人心的貪婪與自私而叛離天界，自號棄天帝，就此成為毀滅之神，因與神之約定，以人間存亡為注，而降臨人界，初次降臨的地方為道境，一度毀滅此處，在這之後創造了異度魔界及聖魔元胎，為自己親臨留下方法，其後暗藏於天魔像之中，位於異度魔界最內部的天魔池旁，自稱知曉歷代聖魔元胎的一切，曾為考驗實力及魔元石歸屬，而出手攻擊襲滅天來及銀鍠黥武，更讓襲滅天來成為首任非魔界之人出身拿到兵權之人，當女后九禍因創造第二個聖魔元胎身亡時，假意溫言安撫銀鍠朱武並慫恿其執行神州計畫，但在銀鍠朱武破壞極封靈地內的神州支柱後，態度卻透露了殘酷無情，更命人前往搶回素還真之白蓮軀體，將之吸收。其後，當銀鍠朱武化身為黑羽恨長風時，將魔界指揮權交與四天王之首斷風塵，而自己則操控銀鍠朱武元身行動，後來經赭杉軍追查，得知六絃之首蒼之靈識為其掌握，而於意識空間與蒼、赭杉軍、補劍缺和恨長風一戰。最後在東瀛劍聖柳生劍影擊敗紅樓劍閣之主曌雲裳後，操縱陷入瘋狂的曌雲裳以炎山鐵族的神兵歲月輪斬斷位於藏青雲地的第二根神州支柱，造成神州一分為二，更使空間產生裂痕，藉此得已降臨苦境。
降臨後的棄天帝無比強悍，既擁有強大的逆返魔源與聖魔元胎的雙重氣罩防身，又有磅礡的真元能運使天地之氣供其使用，頓時成為中原的惡夢，先毀去玄貘之肉身、重創銀鍠朱武及殺死補劍缺，後更以剷除敵人為念一上雲渡山，以無比強大之魔力，既殺死四非凡人、莫滄桑與愁落暗塵，又重創赭杉軍與伯藏主，待赭杉軍被孽角所殺後，找上孽角並重創孽角，帶回赭杉軍遺體並殺死伯藏主重創東宮神璽以及劍子與恨長風，以異度魔龍之遺體創造戰獸天戮，由拜江山控制，殺害武林人士，如極道天權、絕鳴子、雲中生，後又於北越天海，大破蒼所佈的玄罡劍奇陣，月漩渦、紫宮太一殉難，羽人非獍重創、葉小釵落海，更殺害聖獸逆龍，破壞第三根神州支柱。(棄天帝此舉動打破了死國空間，使死國中最強的兩個魖族天狼星和閻王鎖來到人間，開啟死神亂世序幕!)

因受一頁書約戰，而於萬里狂沙裡，與風之痕及一頁書一戰，雖力挫強敵，但受創於魔流劍風之痕及一頁書的九梵神印匯合八部龍神火因而暫緩行動，傷癒後，因中原正道藉由苦行者之遍照寰宇之眼找到神州支柱所在地磐隱神宮位置，同時棄天帝也從赭杉軍屍體取得記憶，故而降臨萬里狂沙，遭遇妖溺天所控制邪靈欲搬走神柱地層，踏回地層擊退妖溺天並轟殺成千上萬邪靈，在磐隱神宮外，受已領悟萬神劫最終式的東瀛劍聖柳生劍影一阻，雖然柳生劍影只成功擊中棄天帝肩頭，但棄天帝仍因嘆服柳生劍影堅定的證道之心，而停留於磐隱神宮外一日，一日後，棄天帝突破柳生劍影以萬神劫及自身之血所成的守護劍陣，進入磐隱神宮。雖然先吸收了強制以破壞三魂兩體增進功力的銀鍠朱武，藉以恢復完整的聖魔元胎，但不知是計，在與三先天一戰時，遭蒼以術法助銀鍠朱武脫困，而受三先天最強之招毀去肉身。

因肉身被滅，棄天帝靈識不得已回歸六天之界，但於臨行前，重擊最後的神州支柱，使得劍子仙跡與佛劍分說為護神州支柱而受困於磐隱神宮。

最終，因銀鍠朱武之犧牲，最後的聖魔元胎死去，而再也無法降臨人界。霹靂魔王第一人。
武學：風雷雙式(滅世之招;威力足以媲美九梵神印匯合八部龍神火，左手運風、右手運雷，最後將兩者合一打出)、神之滅(威力能與萬諦一滅+萬引天殊劍歸宗+萬代河山滿江紅對抗)、逆返魔源、神之雷、神之嵐、神之渦、神之焰、神之手、神之光

## 秋末悲歌
為王者之路留招者之一，於王者之路中名列魁首，於霹靂狂刀之創世狂人第13集登場，被聖法所擒後下落不明。
秋末悲歌釋斷離，本名舒穆翰，乃大汗帝國舒海一派的遺孤，由於舒海荒淫無道，被赫丹王所滅。遺臣屍老運千古為逃避敵人的耳目，讓其師傅指導舒沐翰學劍，並以國寶斷離刃為其化名。秋末悲歌劍法大成後，憑高超劍法和一把能迷惑人心的魔劍及刀槍不入的龍筋戰衣名動一時，自稱秋末悲歌一招為人間至美的輓歌，亦被舞造論為王者之路十一式之首，初登場即應無相邀請斬殺素還真之師八趾麒麟，後來又殺舞造論義弟寒天放。
時值大汗帝國對王者之路留招者展開逼殺，秋末悲歌依然我行我素，甚至替銀座飆手討回兵刃血滴子，再將他刺殺，因而被舞造論批評有高超劍術卻無相應人品。後來秋末悲歌又殺除大汗另一名殺手邊歲寒。但秋末悲歌身懷大汗寶甲剋星斷離刃一事就此曝光，為試探其能，大汗帝國相繼派出九環刀關氏兄弟、聽音刀等戰將逼殺挑戰，尤其劍上魔音正被沒有聽覺的聽音刀所剋，而讓大汗帝國逐漸洞悉秋末悲歌招式中的秘密，偏偏在殺死邊歲寒時，秋末悲歌丟失了斷離刃，使他的處境更加危險，先是無法戰勝赫瑤，隨後又讓遮那法王看出施展秋末悲歌時瞬間會打開斗蓬的破綻，命令弓箭手將他射傷，所幸傲笑紅塵同時找上大汗為渡鶴影報仇，方逃過一劫。。
此戰過後，秋末悲歌才從其師口中得知國仇家恨，直到心病被神醫晏定邦點破後，加上四飛天已遠離大汗，秋末悲歌方重回大汗新任汗王呼律奇自願退位，使秋末悲歌順利重掌大汗帝國王位。可惜爾後四飛天中的聖法因在中原受挫，亦再入大汗把秋末悲歌擊敗下獄，從此下落不明。

## 求心
求心，以劍招為稱號瀝血肝膽，在黑暗深淵的劍客，曾憑瀝血肝膽一招留名王者之路，並換得渡鶴影的「無怨無尤」，受沉世老叟邀請參加帝王坪聚會，會中對掠食者導致舞造論瘋癲一事頗為不滿，面對大汗帝國的來襲，認同留名王者之路的劍客應當同舟共濟。
會後，求心在荒野路上遭逢掠食者逼殺，這才驚覺舞造論所言的「自己人」就是秋水宴裡一早投靠大汗帝國的掠食者，儘管求心的「瀝血肝膽」並不遜於掠食者的「搏命」，但掠食者在大汗練成的野性之刀威力超出想像，求心在一輪猛攻後，被掠食者斬下首級身亡。

## 戚太祖
霹靂驚鴻之刀劍春秋第15集~霹靂俠影之轟動武林第18集。
武道七修的創始祖師爺，武功可想而知厲害非凡，人稱步武東皇戚太祖，五大傳奇之一，與同為五大傳奇的南冕超軼主為摯友。其真實身分為金獅帝國大太子烈顏不破，私底下創立了葬刀會、七曜定尊會。表面上對七修弟子關心至極又幽默風趣，實際上陰險毒辣為剷除異己不擇手段甚至連追隨自己多年的忠心手下也能痛下殺手....
- 身分：五大傳奇之東皇、武道七修祖師爺、葬刀會首腦、七曜定尊會主席、金獅帝國大太子
- 父親：烈顏真
- 弟弟：顛不亂
- 朋友：超軼主、歐陽堇
- 七修傳人：意琦行、綺羅生、一留衣
- 部屬：別黃昏、痕千古、盛華年
- 武器：金獅雙刀
- 武學：內聚之劍、意識之劍、天流迴光、騰龍斷、化天地•無極藏、無上雲手、青雲怒馬復指東、紅爐點雪、風雨縱橫翻江流、鶴影渡迷踪、奔逸風雲斬、掣法三擊、天彎雙虹、雙彎分流•戟勢逆殺、七修合招•六寰神宇、旋殺八風影